# 二月公
二月公（日语：二月 公），日本作家。

## 經歷
二月公畢業於日本愛知縣的大學。他在工作之餘也會向各小說獎項投稿作品，在2019年，他以《聲優廣播的幕前幕後》獲得第26屆電擊小說大獎的「大獎」。該小說是他的出道作品。

## 作品
- 《聲優廣播的幕前幕後》（2020年2月－，電擊文庫）
  - 改編漫畫於2020年8月起發售，作畫由卷本梅實（巻本梅実）擔綱。

## 外部連結
- 二月公的X（前Twitter）